# Niklas Andersson
Niklas Per Andersson (Kungälv, 20 maggio 1971) è un ex hockeista su ghiaccio svedese.

## Palmarès

### Mondiali
- 4 medaglie:
  - 3 argenti (Finlandia 1997; Finlandia 2003; Repubblica Ceca 2004)
  - 1 bronzo (Svezia 2002)